# Fearless Fagan
 Fearless Fagan és una pel·lícula estatunidenca de Stanley Donen estrenada el 1952.

## Argument
El vincle entre un jove i el seu lleó de companyia proporciona l'acció en aquesta comèdia. El problema comença quan l'home es fa soldat. No pot suportar vendre el seu lleó Fagan a un entrenador de circ, i el soldat pregunta el seu sergent perquè l'ajudi a trobar una casa pel seu animal de companyia. Naturalment, el sergent al principi no se'l creu. Després i gràcies a la publicitat de l'Exèrcit, es troba una bona casa pel lleó. Malauradament, el lleial felí fuig una altra vegada per buscar el seu amo.

## Repartiment
- Janet Leigh: Abby Ames
- Carleton Carpenter: Soldat ras Floyd Hilston
- Keenan Wynn: Sergent Kellwin
- Richard Anderson: Capità Daniels
- Ellen Corby: Sra. Ardley
- Barbara Ruick: Infermera
- John Call: M. Ardley
- Robert Burton: Owen Gillman
- Wilton Graff: Coronel Horne
- Parley Baer: Emil Tauchnitz
- Jonathan Cott: Caporal Geft

## Rebuda
Basat en una història real, Fearless Fagan és una amigable pel·lícula sobre animals que agradarà molt als nens. Als adults també els pot agradar, però haurien de ser advertits que Fagan és una pel·lícula "bonica", amb moltes seqüències del lleó de títol que fa coses adorables i comportant-se en una manera que fa dir "Oh, no és massa dolç"? Hi ha res dolent en això, naturalment, però l'encant és realment tot que el guió ha fet per ell; malgrat les contribucions de Charles Lederer, no hi ha gaire més a la història, i tot gira al voltant del fet que el soldat no és cregut pel seu sergent, i el lleó causarà tota mena d'involuntaris i divertits problemes. Afortunadament, el repartiment és molt encantador també. Carleton Carpenter no és un actor de gamma immensa, però té els requisits que la funció demana. Igualment, Janet Leigh aconsegueix arrodonir el número "What Do You think I Am?".